# Oxley Island
Oxley Island är en ort i Australien. Den ligger i kommunen Greater Taree och delstaten New South Wales, i den sydöstra delen av landet, omkring 250 kilometer nordost om delstatshuvudstaden Sydney. Orten hade 321 invånare år 2021.
Närmaste större samhälle är Taree, omkring 11 kilometer väster om Oxley Island.